# Peltodon
Peltodon là một chi thực vật có hoa trong họ Hoa môi (Lamiaceae).

## Loài
Chi Peltodon gồm các loài: